# 大津田裕美
大津田 裕美（おおつだ ひろみ、1976年10月31日 - ）は、日本の女性声優、ラジオパーソナリティ。島根県雲南市出身。大沢事務所所属。

## 略歴
- 1976年10月31日、島根県にて誕生[7]。
- 1994年4月、大学進学のために単身新潟へ引っ越す。
- 1995年4月、趣味の芝居が面白く、大学を一年で中退して上京。
- 1997年4月、大沢事務所のオーディションを受け、合格し初仕事を行う[2][7]。
- 2003年2月、人生の転機となる『The Nutty Radio Show 鬼玉（以下「鬼玉」）』（NACK5） のスタッフと出会う[7]。
- 2003年4月2日、鬼玉に水曜日アシスタントとして初登場[7]。以下、鬼玉関連の詳細は下記のプリーズ大津田についてを参照。
- 2003年5月21日、鬼玉にてプリーズ大津田に改名[7]。
- 2004年7月21日、鬼玉にてラジオドラマ「アタイとやろうよ」スタート[7]。
- 2005年4月6日、鬼玉にて「プリーズ越え」スタート[7]。
- 2006年12月31日、大宮ソニックシティ（埼玉県さいたま市）で行われたNACK5カウントダウンライブ「略して様ソニ」に出演[7]。
- 2007年7月4日、ブログ・プリーズ大津田の好きでやってんじゃねーよ。がスタート[7]。
- 2007年8月15日、自ら作詞作曲して唄った「てき〜ら」がmusic.jpで配信開始[7]。
- 2007年10月19日、1st写真集『限界』が発売[7]。
- 2007年12月22日・23日、東京国際展示場で行われたJSBCのイベントブースにて初単独ライブ開催。
- 2007年12月31日、大宮ソニックシティで行われたNACK5カウントダウンライブ「略して様ソニ」に2度目の出演。
- 2008年12月31日、大宮ソニックシティで行われたNACK5カウントダウンライブ「略して様ソニ」に3度目の出演。
- 2010年9月29日、OA中に当日の放送を以って、「鬼玉」を卒業することを正式に発表した。
- 2010年10月6日、ブログ・大津田裕美のブログ（仮）がスタート。

## 人物・エピソード
- 小学生の時にお母さんごっこをやって演技の楽しみを知る。
- 芝居で食べて行きたいが容姿に自信が無かったため、声優の道を志した。
- 一番好きな映画は『少林寺三十六房』[1]。子供の頃から少林寺拳法を習いに行きたいとゴネたほど好きだったが、「嫁に行けなくなるぞ!」の父親の一言で断念。
- 妖怪が好きで、特に好きなのは小豆とぎ。「鬼玉クオカード」のノベルティでも小豆とぎの絵を描いた。
- 淡水フグ（アベニー・パファー）を飼っている（名前は「ぷっくん」と「研二」）。
- かかしのアルバム『万博』に収録されている楽曲「妄想族」の作詞者でもある。
- 容姿がかなり派手なため、初めて会う人に驚かれたり、キャバクラ嬢に間違えられる事がしばしばある。
- 得意料理は「ゆでたまご」と公言し[1]、一見、料理は苦手と想像させるが、実は料理上手。
- 塩バニラ好きでセサミ好き。
- レゲエダンスが趣味で[1]、クラブへよく踊りに行く。
- 酒全般が好きで、特にテキーラをよく飲む[1]。テキーラは自作して曲を作れるほど好き。
- 目の離れ具合からバカボン鬼塚に「魚系の顔」と言われている。

### プリーズ大津田について
所属事務所の先輩であるバカボン鬼塚がナレーションの現場で、新番組として企画されていた『The Nutty Radio Show 鬼玉』(NACK5)のアシスタントとして大津田をスカウトしたことが、鬼玉と大津田の関係の始まりであった。最初は大津田裕美として出演していたが、番組内の企画で名前をプリーズ大津田と改名されたことでこの名前になった。なお、プリーズ大津田という名前は鬼玉およびNACK5関連の時のみ使用される。
2004年7月に鬼玉で「アタイとやろうよ」というショートラジオドラマが始まる。このコーナーをきっかけに大津田がセクシーボイスを駆使することが増え、それに関係した様々なコーナーが行われていたが、後に大津田が未曾有の体験をすることになる「プリーズ越え」が2005年4月に始まった。これは毎回、リスナーと大津田が、用意されたセクシーな雰囲気の台詞を如何にセクシーに読むかを競うコーナーである。コーナー初期の大津田が負けた場合の罰ゲームは「プリーズ大津田」という名前をスタッフが考えた名前に変更というものだったが、回を重ねていく毎に「苦手なフリートークをする」「大津田のすっぴん写真リスナープレゼント」「NACK5で放送されるプリーズ大津田のCMを大津田自身が制作」「楽曲制作&歌手デビュー」「ブログ開設」など過激さが増していった。
罰ゲームの一つであるブログ開設は、毎日複数回更新というノルマが科せられ（勝敗によって更新回数が増減）、大津田にとってはかなりの苦痛であったようだが、ブログのコメント欄には一回の更新につき数十件、時には100件を越えるコメントが残された。なお、現在はコメント欄は外されている。
2007年12月12日放送分にて、大津田が勝利・今期勝ち越しが決定しブログが無期限休止となっていたが、休止の反響が大きかったため、一週間後に更新を再開した。現在はノルマも無く、自らのペースで更新している。

## 出演
太字はメインキャラクター。

### テレビアニメ
1998年
- serial experiments lain（声、女子高生、女）
- 魔術士オーフェン（少年C、男の子B）

2000年
- NieA_7（女の子）

2001年
- 仰天人間バトシーラー（ローラー・ローリィ / タンク・ローリィ）
- HELLSING（女グループ）
- よばれてとびでて!アクビちゃん（品川タモツ）

2002年
- GetBackers-奪還屋-（店員）
- プリンセスチュチュ（ふぁきあ〈幼少時代〉）
- 満月をさがして（吉良拓人）

2003年
- キノの旅 -the Beautiful World-（ガヤ）
- ミッドナイトホラースクール（ヒッキー）

2004年
- 下級生2〜瞳の中の少女たち〜（堀出実果）
- のってけエクスプレッツ（ストライプ）

2006年
- ゼーガペイン（守凪コウジ〈コージー〉）
- MUSASHI -GUN道-（子供）

2009年
- 極上!!めちゃモテ委員長（2009年 - 2010年、坂下リカ） - 2シリーズ

2010年
- 俺の妹がこんなに可愛いわけがない（田村いわお）

2011年
- 俺たちに翼はない（春日春恵）
- フジログ（レイコ、コウタ、ケンタ）

### 劇場アニメ
- ゼーガペインADP（2016年、ツムラ・サチコ）

### OVA
- 埼玉県在住、フジヤマオサム、33歳、無職（ニート）。 〜フジログ入門編〜（2011年、レイコ、コウタ、ケンタ）

### ゲーム
1999年
- トゥインクルレビュー（織原聖）

2000年
- きゃんきゃんバニー6 〜i♥mail〜（新山留依）

2002年
- ボコ夢の達人（緑山桜蘭）

2009年
- 朧村正（小坊主）

2010年
- HOSPITAL. 6人の医師（ジョシュア・カニンガム）

2011年
- 俺の妹がこんなに可愛いわけがない ポータブル（田村いわお）

2012年
- 俺の妹がこんなに可愛いわけがない ポータブルが続くわけがない（田村いわお）

### ドラマCD
- 俺たちに翼はない ドラマシリーズ第4章 鳳鳴編（春日春恵）
- 俺たちに翼はない ドラマシリーズ第5章 羽田小鳩編（春日春恵）
- 下級生2 ドラマCD 3巻（堀出実果）
- 真・女神転生III-NOCTURNE（子供）
- ときめきメモリアル 彩のラブソング with you vol.5（ジュリエッタ）
- ときめきメモリアル 旅立ちの詩 so long 〜藤崎詩織1〜（ウェイトレス、女生徒2）

### 特撮
- 超星艦隊セイザーX（2005年、ツインセイザー・ツバインの声）
- 劇場版 超星艦隊セイザーX 戦え!星の戦士たち（2005年、ツインセイザー・ツバインの声[6]）

### ラジオ
- The Nutty Radio Show 鬼玉（NACK5） 水曜日（プリーズ大津田）（2003年4月 - 2010年9月）
- ZATSU-GAKU CAFE (Date FM)

### CM
- 東京ディズニーランド「クリスマスファンタジー」
- ネスカフェ「エクセラ」
- フジッコ おまめさん「体重計」篇（おまめさん役）

### 曲
- 「てき〜ら」「SHI・MA・NE」「ぷ」（プリーズ大津田）
- 「鬼玉」内コーナーの罰ゲームで作られた曲で、music.jpで配信されることになった。「CD化の予定はない」とのこと。
- 2007年の様ソニに向けて、NACK5でパーソナリティを務める小嶋亜由美・横田佳織と三人組ユニット「バキューム」を結成。会場にて「ぷ」の歌詞を変えた特別版を披露した。
- 下級生2〜瞳の中の少女たち〜 ソング・コレクション
  - 「鼓動」

### 写真集
- マル決本外伝 プリーズ大津田写真集「限界」
- 2007年10月19日発売。「マル決本外伝」ということで、「マル決本」と同じB6サイズなおかつ同じ値段（税込1000円）で、1万2千部発行。メディアファクトリー発行。